# Уилтшоу, Ив
Ив Уилтшоу (англ. Eve Wiltshaw, 1927 — 2008) — британский врач, исследовательница и консультант в Королевской больнице Марсдена. Она была экспертом в области медицинской онкологии и руководила первыми в Великобритании клиническими испытаниями цисплатина. В 1998 году она написала «Историю Королевской больницы Марсдена».

## Исследования и карьера
В 1955 году Уилтшоу присоединилась к Королевской больнице Марсдена, где основала отделение саркомы, которое оказывало многопрофильную помощь людям, больным раком, что было новацией для своего времени.
После открытия в 1970 году того, что цисплатин является эффективным противораковым препаратом, Уилтшоу участвовала в открытии химиотерапии. Она руководила клиническими испытаниями цисплатина в своей больнице, первом испытании препарата в Соединённом Королевстве. Несмотря на то, что препарат вызывал некоторые побочные эффекты (особенно токсичность для почек и тошноту), он был эффективен для пациенток с раком яичников. В последующие годы исследователи стремились разработать противораковые препараты, которые были бы столь же эффективны, но вызывали меньше побочных эффектов. В конце концов исследователи создали карбоплатин, и Уилтшоу возглавила клинические испытания, которые показали, что он столь же эффективен, как и цисплатин.
Уилтшоу была награждена Орденом Британской империи за вклад в лечение рака.
После смерти Уилтшоу в 2008 году Королевская больница Марсдена назвала палату в её честь.

## Избранные публикации
- Jodrell D. I., Egorin M. J., Canetta R. M., Langenberg P., Goldbloom E. P., Burroughs J. N., Goodlow J. L., Tan S., Wiltshaw E. Relationships between carboplatin exposure and tumor response and toxicity in patients with ovarian cancer (англ.) // Journal of Clinical Oncology — American Society of Clinical Oncology, 1992. — Vol. 10, Iss. 4. — P. 520—528. — ISSN 0732-183X; 1527-7755 — doi:10.1200/JCO.1992.10.4.520 — PMID:1548516
- Hawkins R. E., Schofield J. B., Fisher C., Wiltshaw E., McKinna J. A. The clinical and histologic criteria that predict metastases from cystosarcoma phyllodes (англ.) // Cancer / F. R. Khuri — Wiley-Blackwell, American Cancer Society, 1992. — Vol. 69, Iss. 1. — P. 141—147. — ISSN 0008-543X; 1097-0142; 1045-7410 — <141::AID-CNCR2820690125>3.0.CO;2-1 doi:10.1002/1097-0142(19920101)69:1<141::AID-CNCR2820690125>3.0.CO;2-1 — PMID:1309302
- Catovsky D., Galetto J., Okos A., Galton D. A., Wiltshaw E., Stathopoulos G. Prolymphocytic leukaemia of B and T cell type (англ.) // Lancet / R. Horton — Elsevier, 1973. — Vol. 2, Iss. 7823. — P. 232—234. — ISSN 0140-6736; 1474-547X — doi:10.1016/S0140-6736(73)93135-8 — PMID:4124423
- Wiltshaw, Eve. A History of the Royal Marsden Hospital. — 1st. — Middlesex : Altman, 1998. — ISBN 1-86036-009-2.